# Christian Redon-Sarrazy
Christian Redon-Sarrazy, né le 18 novembre 1959, est un homme politique français.
Il est élu sénateur de la Haute-Vienne le 27 septembre 2020.

## Biographie
Directeur de l'IUT du Limousin (2010-2020), Christian Redon-Sarrazy est maire de Meuzac de 2008 à 2020. 